# Zatoka Leśna
Zatoka Leśna (deutsch Thorchen) ist ein Ort in der polnischen Woiwodschaft Ermland-Masuren. Er gehört zur Gmina Miłomłyn (Stadt- und Landgemeinde Liebemühl) im Powiat Ostródzki (Kreis Osterode in Ostpreußen).

## Geographische Lage
Zatoka Leśna liegt an der Südspitze des Röthloff-Sees (polnisch Jezioro Ruda Woda) im Westen der Woiwodschaft Ermland-Masuren, jeweils 14 Kilometer südwestlich der einstigen Kreisstadt Mohrungen (polnisch Morąg) bzw. nordwestlich der heutigen Kreismetropole Ostróda (deutsch Osterode in Ostpreußen).

## Geschichte
Thorchen bestand in seinem Kern aus einem nur kleinen Gehöft und gehörte bis 1945 als Wohnplatz zur Gemeinde Winkenhagen (polnisch Winiec) im Kreis Osterode in Ostpreußen. Beeindruckend ist das Denkmal für die im Ersten Weltkrieg gefallenen oberländischen Schiffsleute.
Als 1945 in Kriegsfolge das gesamte südliche Ostpreußen an Polen überstellt wurde, war auch Thorchen davon betroffen. Der Ort erhielt die polnische Namensform „Zatoka Leśna“ und ist heute eine Ortschaft im Verbund der Stadt- und Landgemeinde Miłomłyn (Liebemühl) im Powiat Ostródzki (Kreis Osterode in Ostpreußen), zwischen 1975 und 1998 der Woiwodschaft Olsztyn, seither der Woiwodschaft Ermland-Masuren zugeordnet.

## Kirche
Bis 1945 war Thorchen in die evangelische Kirche Jäskendorf (polnisch Jaśkowo) in der Kirchenprovinz Ostpreußen der Kirche der Altpreußischen Union, außerdem in die römisch-katholische Kirche Mohrungen (polnisch Morąg) eingepfarrt.
Heute gehört Zatoka Leśna zur katholischen Pfarrei St. Bartholomäus in Miłomłyn im Bistum Elbląg, sowie zur Kirchengemeinde Ostróda in der Diözese Masuren der Evangelisch-Augsburgischen Kirche in Polen.

## Verkehr
Zatoka Leśna liegt an einer Nebenstraße, die von Miłomłyn (Liebemühl) nach Winiec (Winkenhagen) führt. Eine Bahnanbindung besteht nicht.